# Xenoblade Chronicles
Xenoblade Chronicles (in Japan Xenoblade ゼノブレイド Zenobureido) ist ein Computer-Rollenspiel, das dem Genre Japan-Rollenspiel (JRPG) zugerechnet wird und von Nintendo 2010 für die Wii-Konsole veröffentlicht wurde. In Europa und Australien erschien es 2011, in Nordamerika erst 2012. Das Spiel war 2009 unter dem Titel Monado: Beginning of the World angekündigt worden. Es wurde von Monolith Soft in Kooperation mit Nintendo unter der Leitung von Tetsuya Takahashi seit 2007 entwickelt.
Xenoblade Chronicles dreht sich um den Krieg zwischen den menschenähnlichen Homs und den maschinenartigen Mechon. Der Spieler übernimmt die Rolle des Protagonisten Shulk, der zusammen mit dem mysteriösen Schwert Monado im Zentrum der Handlung steht. Die Spielwelt dieses Japan-Rollenspiels ist auf den leblosen Körpern zweier Titanen angesiedelt. Stilistisch weist das Spiel Elemente aus Fantasy, Science-Fiction und Steampunk auf.
Das Kampfsystem, die große frei erkundbare Welt, die Handlung sowie die Charaktere zeichnen das Spiel gegenüber anderen Genrevertretern aus, äußerten Computerspieljournalisten. Negativ hingegen wurde beispielsweise die Grafik bewertet, die durch die für ihre Zeit leistungsschwache Wii-Konsole begrenzt wurde. Schätzungen zufolge wurde das Spiel weltweit etwa 890.000 Mal verkauft.
Im April 2015 veröffentlichte Nintendo für den New Nintendo 3DS eine Neuauflage unter dem Titel Xenoblade Chronicles 3D. Im Rahmen der gamescom 2015 veröffentlichte Nintendo Xenoblade Chronicles im eShop der Wii U. Am 4. Dezember 2015 kam der Nachfolger Xenoblade Chronicles X für die Wii U auf den Markt. Am 1. Dezember 2017 wurde mit Xenoblade Chronicles 2 ein weiterer Titel der Reihe für die Nintendo Switch veröffentlicht. Am 14. September 2018 wurde mit Xenoblade Chronicles 2: Torna – The Golden Country erstmals das Prequel des Switch-Spiels digital per Season-Pass veröffentlicht. Am 21. September 2018 erschien dann die Handelsversion des Spiels für Nintendo Switch. Im September 2019 kündigte Nintendo ein Remaster des Spiels unter dem Namen Xenoblade Chronicles: Definitive Edition für die Nintendo Switch an, dieses erschien am 29. Mai 2020. Xenoblade Chronicles 3 erschien im Juli 2022. Am 26. April 2023 erschien des Weiteren im Rahmen des Erweiterungspasses für Xenoblade Chronicles 3 das Prequel-DLC Die erlöste Zukunft (en. Future Redeemed).

## Handlung
Die Handlung von Xenoblade Chronicles wird durch Zwischen- und Skriptsequenzen erzählt. Das Spiel beinhaltet über 10 Stunden Videomaterial. Dabei bedient es sich zum Teil Rückblenden sowie Vorausblenden. Letztere tauchen in Form von Visionen auf, die der Protagonist Shulk empfängt.
Das Spiel beginnt mit dem Kampf zweier Titanen – Bionis und Mechonis. Beide werden dabei schwer verwundet und schalten sich gegenseitig aus. Auf ihren Körpern siedelt sich im Laufe der Zeit Leben an. Auf Bionis leben Völker wie die menschenähnlichen Homs und andere organische Lebewesen. Den Mechonis hingegen bevölkern Maschinenvölker: die Machina und die Mechon. Mechon und Homs bekämpfen einander, so fährt der Prolog mit einer Schlacht zwischen beiden Parteien tausende Jahre später fort. Begleitet werden die Homs Dickson und Mumkhar sowie Dunban, der mit dem legendären Schwert Monado die Gegner aufzuhalten vermag.
Die eigentliche Spielhandlung beginnt ein Jahr nach dieser als „Schlacht im Schwerttal“ bekannten Konfrontation. Bei einem Überraschungsangriff der Mechon auf Kolonie 9 auf dem Fuße des Bionis kämpft der junge Forscher Shulk mit dem Monado. Während des Angriffes wird seine Freundin Fiora von einem Mechon durchstochen. Aus Rache brechen Shulk und sein Freund Reyn zu einer Reise auf. Schon bald schließt sich ihnen die Sanitäterin Sharla an. Aufgrund einer Vision, die er durch das Monado erhielt, entscheidet er, zum Kopf des Bionis zu reisen, wo die antike Rasse der Hochentia lebt. Auf dem Weg dorthin stoßen Dunban sowie die Kronprinzessin der Hochentia, Melia, und Riki, der Held des Nopon-Volkes zu der Gruppe. Indes erfährt Shulk, dass Bionis das Monado nutzte, um gegen Mechonis zu kämpfen.
Als das Kaiserreich der Hochentia von Mechon angegriffen wird, sehen Shulk und seine Freunde zu, wie der Kaiser auf der sogenannten Gefängnisinsel einen vor langer Zeit versiegelten Riesen befreit. Das Wesen enthält die Seele von Zanza, der sich als Schöpfer des Monado ausweist; er habe gegen Mechonis gekämpft. Der Riese stärkt das Monado, doch sein Körper wird kurz darauf von einem Mechon getötet. Darauf erscheint ein besonderer Mechon, in dessen Inneren sich die für tot geglaubte Fiora befindet.
Die Gruppe reist zur Verbindungsstelle zwischen Bionis und Mechonis, wo es zum Kampf gegen den Mechonis-Anführer Egil kommt. Bei einer Explosion bricht der Boden ein, sodass alle Beteiligten in die Tiefe stürzen und auf dem abgefallenen Arm des Mechonis landen. Hier gelingt es Shulk, Fiora aus dem Mechonkörper zu befreien. Sie schließt sich der Gruppe an.
Die Maschinenwesen Machina erklären, dass Egil die Angriffe auf Bionis aus Rache führe, doch sein eigenes Volk darunter leide. Daher solle Shulk Egil stoppen. Um dem nachzukommen, reisen er und seine Freunde zur Hauptstadt des Mechonis. Hier spricht Meyneth, die Seele des Mechonis, durch Fioras Körper zu ihnen. Sie offenbart, dass die Völker beider Titanen vor geraumer Zeit in Frieden miteinander lebten, bis Zanza plötzlich den Kampf eröffnete. Zanza sei die Seele des Bionis, und wie Meyneth ein Gott.
Die Gruppe erreicht Egil just, während dieser Mechonis wiedererweckt und den Kampf gegen Bionis fortzuführen beginnt. Während sich beide Parteien auf dem Weg der Einigung befinden, taucht unerwartet Shulks Quasi-Ziehvater Dickson auf, schießt auf Shulk und offenbart sich als einer von Zanzas Jüngern. Ihm zufolge lebe Shulk ausschließlich als Gefäß des geschwächten Zanzas, der sich in Shulks Körper befinde. Durch den Schuss wird Zanza befreit und beginnt unmittelbar gegen Meyneth zu kämpfen. Obgleich sie ihm ebenbürtig ist, gibt Meyneth auf und beendet ihre Existenz. Zanza nimmt das Monado ab und erhält ein zweites Monado, welches zuvor Meyneth gehörte, und tötet Egil.
Shulk erfährt im Traum von Alvis (eigentlich kaiserlicher Seher der Hochentia), dass er das von Zanza vorbestimmte Schicksal umgehen könne. Später offenbaren sich zwei weitere Jünger Zanzas: Lorithia, Forschungsministerin der Hochentia, und darauf Alvis. Shulk und seine Freunde reisen in das Innere des Bionis, wo sie Lorithia besiegen. Als Nächstes gelangen sie zur Gefängnisinsel, wo Dickson sie erwartet; nach kurzem Kampf gibt er auf und stirbt.
Ein Transporter befördert die Gruppe in einen metaphysischen Raum. Hier hält sich Zanza auf, der mittels beider Monados den Lauf des Schicksal zu kontrollieren glaubt. Er plant, den Kreislauf von Zerstörung und Wiedergeburt von vorn zu beginnen. Dazu strebt er danach, alle Lebewesen des Bionis zu vernichten; seine Geschöpfe, die er als nichts weiteres als Nahrung für sich selbst betrachtet. Mit vereinten Kräften fordert die Gruppe den Gott heraus. Währenddessen erscheint plötzlich ein drittes Monado. Alvis’ Stimme trägt Shulk auf, hiermit zu entscheiden, wem die Zukunft der Welt gehöre; außerdem sagt Alvis, „Monado“ zu sein. Shulk entschließt sich, Zanza mit dem dritten Monado zu töten.
Unmittelbar nach dem Sieg über Zanza erzählt Alvis die Geschichte des Gottes. Demnach war Zanza in einem vorherigen Universum ein Wissenschaftler namens Klaus. Auf einer Raumstation startete dieser ein Experiment, von dem ihn eine Forscherin namens Meyneth abhalten wollte. Der Test bezweckte die Zerstörung des alten Universums und erschuf ein neues, dessen Götter Klaus (Zanza) und Meyneth wurden. Aus Einsamkeit erschufen die Götter Leben nach ihrem Bilde. Im Laufe der Zeit verschwand Zanza aus dem Bewusstsein seiner Geschöpfe. Um dem vorzubeugen, begann er einen Kreislaufes ständiger Zerstörung und Erneuerung.
Alvis erklärt, dass Shulk nun zum neuen Gott geworden sei. Er verlangt eine sofortige Entscheidung Shulks über die Zukunft des jetzigen, zu instabilen Universums. Dabei offenbart Alvis seine wirkliche Form: Er sei der Forschungscomputer der Raumstation aus dem vorherigen Universum und stehe damit noch über den Göttern. Shulk entscheidet, ein neues Universum zu schaffen, frei von Göttern, die die Lebewesen fremdbestimmen. Der Epilog zeigt, wie die Völker Bionis' und Mechonis' gemeinsam in einer neuen Welt eine Kolonie errichten, um in Frieden zusammen zu leben.

## Spielprinzip

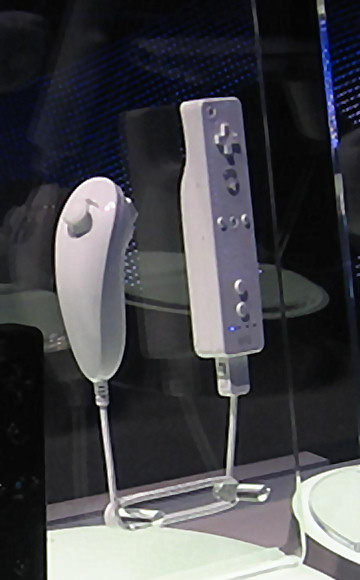
Wii-Fernbedienung und Nunchuck (links)

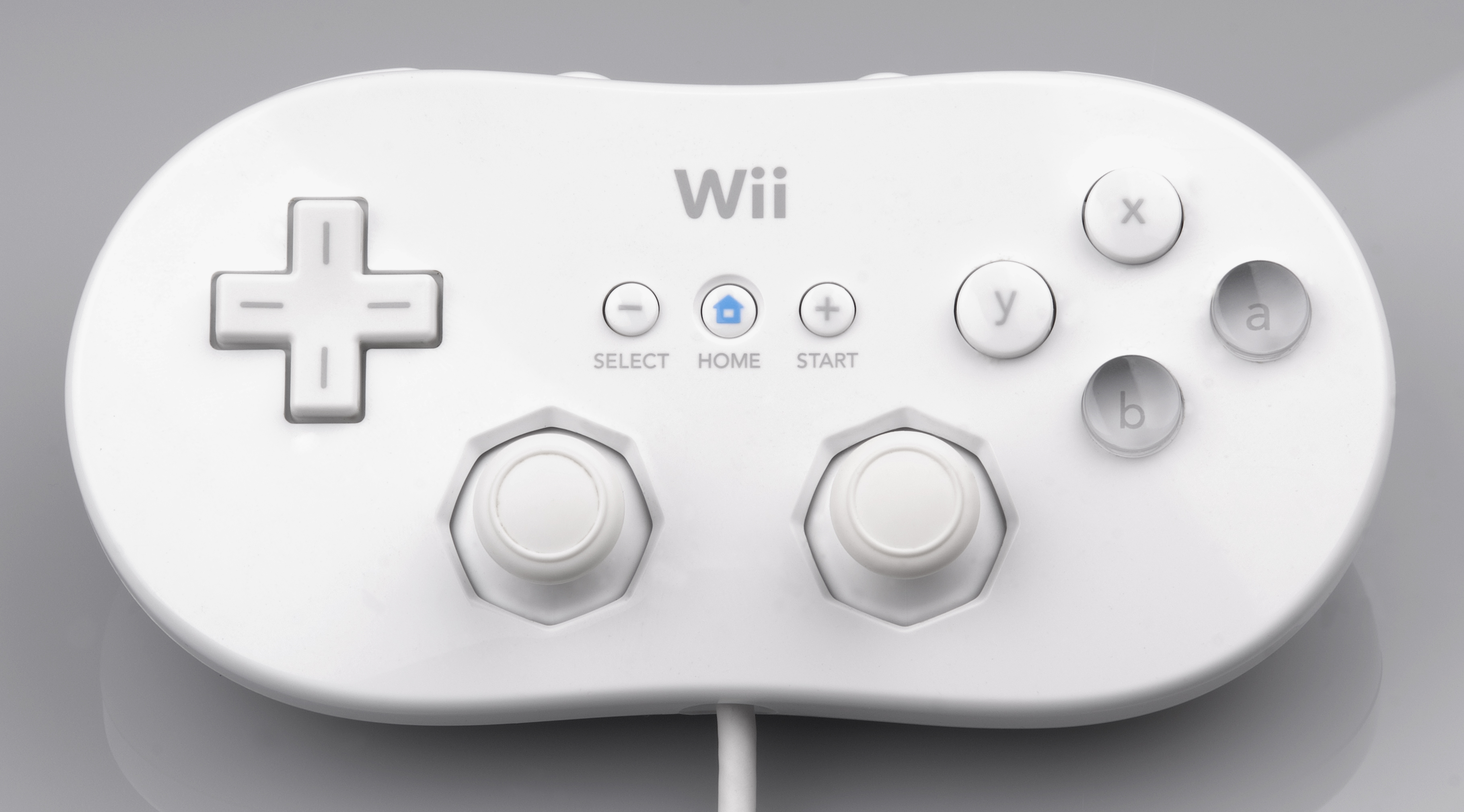
Wii Classic Controller

Xenoblade Chronicles ist ein Japan-Rollenspiel (JRPG). Es handelt sich um ein Open-World-Spiel. Der Spieler übernimmt die Kontrolle des Protagonisten Shulk (im Spielverlauf ist es möglich, einen von insgesamt sieben Charakteren als Spielfigur zu wählen). Als Spielansicht fungiert die Third-Person-Perspektive, wobei dem Spieler freie Kontrolle über die Kameraführung während des Spiels gewährt ist. Zur Steuerung kommt die Wii-Fernbedienung zusammen mit einem Nunchuck zum Einsatz. Alternativ kann auch ein Wii Classic Controller benutzt werden. Ein Mehrspielermodus ist, ebenso wie Unterstützung von Bewegungssteuerung, nicht im Spiel vorhanden.

### Spielablauf
Der Spielverlauf von Xenoblade Chronicles beginnt mit dem Prolog, während dessen der Spieler erstmals Kontrolle über eine Spielfigur erhält. Anschließend fährt das Spiel in Kolonie 9 fort. Der Spielfortschritt erfolgt dabei, indem die Spielfigur einen Zielort erreicht oder bestimmte Aufgaben erfüllt. In der Spielwelt befinden sich Gegner, die der Spieler (optional) bekämpfen kann (siehe Abschnitt Kampfsystem). Mitunter tauchen besonders starke Bossgegner auf. Diese müssen meist für weiteren Fortschritt bezwungen werden.
Im Laufe des Spieles werden neue erkundbare Gebiete freigeschaltet. Durch das Reisepunktsystem kann der Spieler jeden entdeckten Reisepunkt eines Gebietes im Spiel auswählen und unmittelbar dorthin reisen, ohne den tatsächlichen Weg dorthin zurückzulegen. Außerdem ist es möglich, die Zeit innerhalb des Spieles frei zu wählen. Abhängig von der Tageszeit ändert sich damit Einiges im Spiel. Beispielsweise tauchen des Nachts stärkere Gegner auf, andere Nicht-Spieler-Charaktere (NPCs) oder andere Items.
Ausschlaggebend für die Stärke der Spielcharaktere sind Level. Indem die Spielfigur genügend Erfahrungspunkte sammelt, kann sie einen Level aufsteigen. Um solche Punkte zu erlangen, müssen Gegner besiegt, Aufgaben erfüllt oder neue Gebiete erkundet werden.

### Kampfsystem
Ein Kampf in Xenoblade Chronicles wird begonnen, indem sich die Spielfigur einem Gegner nähert und ihn angreift. Es gibt keine Zufallskämpfe, das heißt, der Spieler hat die freie Wahl, ob er einen Kampf beginnen möchte oder nicht. Außerdem findet das Kampfgeschehen nicht in einem separaten Bildschirm statt, sondern in der aktuellen Umgebung sowie in Echtzeit. Das Kampfsystem ähnelt insgesamt sehr dem des JRPGs Final Fantasy XII. Die aktuelle Spielfigur greift den Gegner automatisch an, wenn sie in dessen Reichweite gelangt. Die maximal zwei weiteren, auswählbaren Teammitglieder werden von der künstlichen Intelligenz gesteuert. Jeder Angriff reduziert die Kraft des Gegners, die in KP (Kraftpunkten) angegeben wird. Sinkt der KP-Wert bis zur Nullgrenze, so ist der Gegner besiegt. Gleiches gilt für die Spielfigur: Wurden all ihre Kraftpunkte aufgebraucht, dann verliert sie. Außerhalb eines Kampfes regeneriert sich der KP-Wert der Verbündeten.
Jede Spielfigur verfügt über eigene Spezialattacken, sogenannte Fähigkeiten oder Skills. Diese können physischer Natur sein, aber auch Mitstreiter heilen, Gegner vergiften oder andere Effekte auslösen. Die Fähigkeiten jeder Figur können ihr frei zugewiesen und verstärkt werden. Der Spieler entscheidet, welche Fähigkeiten seine Spielfigur einsetzt, die anderen Teammitglieder verwenden ihre Skills automatisch. Nachdem eine Fähigkeit eingesetzt wurde, muss sie wieder aufladen, bevor sie wieder verwendbar ist.
Durch gezieltes Nutzen der Zusatzeffekte einiger Fähigkeiten oder Aufmuntern der Mitstreiter füllt sich die Gruppenleiste. Wenn ein Segment der Gruppenleiste gefüllt ist, kann ein besiegter Mitspieler wiederbelebt werden, beziehungsweise kann ein Teammitglied den Spielercharakter wiederbeleben, so dieser besiegt wurde. Sobald die Gruppenleiste komplett gefüllt ist, kann der Spieler eine Angriffskette starten. Dabei greifen alle Teammitglieder nacheinander an und der Spieler wählt die zu benutzenden Fähigkeiten selbst. Unter gewissen Umständen wird die Kette verlängert. Zu Beginn der Angriffskette sind alle Fähigkeiten unabhängig von ihrem eigentlichen Aufladezustand anwählbar, können aber pro Angriffskette nur einmalig angewählt werden. Die Benutzung einer Fähigkeit innerhalb einer Angriffskette beeinflusst nicht den Ladezustand im regulären Kampf.
Ein weiterer Kernaspekt des Kampfsystems ist Shulks Fähigkeit, Visionen zu empfangen. So sieht er, wenn der Gegner eine sehr starke Attacke benutzen wird. Bis die Attacke ausgeführt ist, verbleibt dem Spieler Zeit, den Angriff zu verhindern oder sich anderweitig vorzubereiten.

### Weitere Elemente
Xenoblade bietet abseits der Hauptstory zahlreiche andere Spielelemente. Herausragend sind die sogenannten Quests. Es gibt zahlreiche Missionen, die beispielsweise erfordern, einen bestimmten Gegner zu besiegen, oder andere Aufgaben zu erfüllen. Üblicherweise werden absolvierte Quests mit Erfahrungspunkten, Geld oder Items belohnt. Quests werden von NPCs verteilt. Das Erfüllen einer Quest stärkt außerdem die Harmonie der einzelnen Teammitglieder untereinander und zu dem NPC, dessen Aufgabe erfüllt wurde. Die Harmonie der Spielercharaktere wird auch durch sogenannte Harmoniegespräche gestärkt, bei denen der Spieler ins Geschehen eingreifen kann und bei falschen Antworten auch die Harmonie senken kann. Hohe Harmoniewerte zahlen sich im Kampf durch längere Angriffsketten aus, außerdem geben NPCs durch eine gute Harmonie bessere Aufgaben.
Die Ausrüstung jedes Spielercharakters kann individuell angepasst werden. Ausrüstungsgegenstände und Waffen können von Händlern gekauft oder von starken besiegten Gegnern erhalten werden. Je nach Typ stärkt oder senkt ein Ausrüstungsgegenstand Werte wie Angriffsstärke, Verteidigung oder KP-Anzahl des Charakters, der ihn trägt. Die meisten Ausrüstungsgegenstände können noch durch Juwelen gestärkt werden, diese müssen aus eingesammelten Kristallen geschmiedet werden.
Im Laufe des Spiels erlernt jeder Charakter neue Angriffe. Durch angesammelte Attackenpunkte können die Angriffe individuell trainiert werden und werden damit effektiver. Durch eingesammelte Talentpunkte wird ein gewählter Zweig des Talentbaumes eines Charakters gefüllt. Damit werden nach und nach neue Talente freigespielt, die dem Charakter leichte Stärken und Vorteile bieten. Harmoniemünzen, die man von starken Bossgegnern erhält, erlauben es, Talente eines Charakters mit den anderen Figuren zu verbinden, sodass die individuellen Fähigkeiten der Kämpfer dem ganzen Team zu nutzen kommen.

## Entwicklung

### Produktionsdetails
Xenoblade Chronicles wurde von Monolith Soft in Zusammenarbeit mit der Nintendo-Abteilung Software Planning & Development (SPD) Gruppe 2 entwickelt. Für die Musikproduktion zeichnete Dog Ear Records verantwortlich. Zahlreiche weitere Studios leisteten Unterstützung, hauptsächlich für Grafiken, Filmszenen und Musik. Der Abspann zählt knapp 300 beteiligte Personen auf. Die Ursprünge des Projektes reichen bis Mitte 2006 zurück, die eigentliche Produktion begann 2007.
Als Regisseure fungierten der Studiomitgründer Tetsuya Takahashi sowie Koh Kojima, von Nintendos Seite Genki Yokota. Takahashi, die Nintendo-Planerin Yurie Hattori und der Manga-Autor Yuichiro Takeda erstellten Szenario und Drehbuch. Als großes Kooperationswerk zwischen einem First-Party-Studio und Nintendo hatte das Projekt mehrere übergeordnete Verantwortliche. Als Produzenten wirkten Shingo Kawabata und Takao Nakano. Tadashi Nomura sowie der SPD-Chefproduzent Hitoshi Yamagami fungierten als General-Produzenten. Der Monolith-Soft-Präsident Hirohide Sugiura sowie Nintendos Lizenzabteilungsleiter Shinji Hatano hatten als Senior-Produzenten eine noch übergeordnetere Stellung.

### Vorgeschichte und Konzeptphase
Monolith Soft ist seit 2007 ein First-Party-Entwickler des Nintendo-Konzerns. Nachdem das 2008 veröffentlichte Disaster: Day of Crisis, der erste Ausflug des Rollenspielspezialisten ins Actiongenre, erst mit zwei Jahren Verspätung fertiggestellt werden konnte, wollte Monolith Soft für sein zweites Wii-Spiel wieder auf vertrauteres Terrain zurückkehren. So begann die Entwicklung von Xenoblade Chronicles gegen Fertigstellung von Disaster.
Die Konzeption von Xenoblade Chronicles begann noch früher. Im Juli 2006 begannen die Planungen, als Regisseur Takahashi die Idee zu Völkern hatte, die die Körper zwei riesiger Götter bewohnen. Der Studiomitarbeiter Yasuyuki Honne baute die Modelle der zwei Titanen Bionis und Mechonis, andere Studio-Mitarbeiter standen dazu Pose. Auf Grundlage der Modelle entstanden erste Züge der Spielgeschichte und Überlegungen zum -Prinzip. Der Präsident der Nintendo-Lizenzabteilung Shinji Hatano gab Monolith Soft vor, ein Spiel mit romantischen Ansätzen zu entwickeln. Handlung und Spielwelt sollten derart gestaltet sein, dass sie möglichst viele Kunden ansprechen können.
Der für die Zusammenarbeit mit Monolith Soft zuständige Nintendo-Produzent Hitoshi Yamagami erfuhr von den Konzepten, während die Endphase der Produktion von Disaster: Day of Crisis noch nicht begonnen hatte. Da die Entwickler aber noch mit Disaster ausgelastet waren, begannen die Arbeiten an einem Prototyp des späteren Xenoblade erst im April 2007. Zum Projekt stieß zu dieser Zeit seitens Nintendo Genki Yokota, der zusammen mit Koh Kojima als Regisseur die Arbeiten leitete.

### Entwicklungsprozess
Das Kampfsystem des Spiels wurde mit dem Gedanken gestaltet, dass Shulk Visionen der Zukunft empfangen könnte. Takahashi testete das Konzept in einem rundenbasierten Kampfsystem, entschied aber, dass das Element besser zu einem Echtzeitsystem passe. Im Laufe der vierjährigen Entwicklungszeit hat sich auch die Handlung des Spiels in vielen Details geändert, die Gesamtstruktur blieb die gleiche. Die Entwickler erschufen riesige Spielwelten in Xenoblade. Takahashi hielt die Erkundung einer großen Welt für nötig, um die Spielwelt dem Spieler näher zu bringen.
Die Entwicklung verlief schwieriger als geplant, sodass das Team auf Probleme stieß. Da Takahashi den angepeilten Fertigstellungstermin nicht mehr für realistisch hielt, beriet er sich mit Yamamagi, ob einige Spielaspekte aufgegeben werden sollten. Yamamagi aber antwortete, man solle das Projekt in Ruhe zu Ende führen.

### Soundtrack

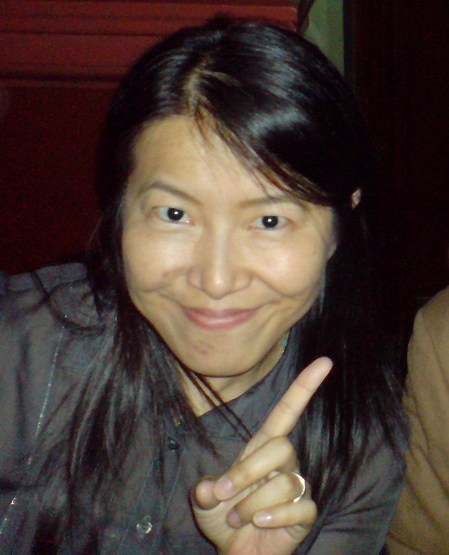
Yōko Shimomura war hauptsächlich für Stücke gegen Spielanfang zuständig.

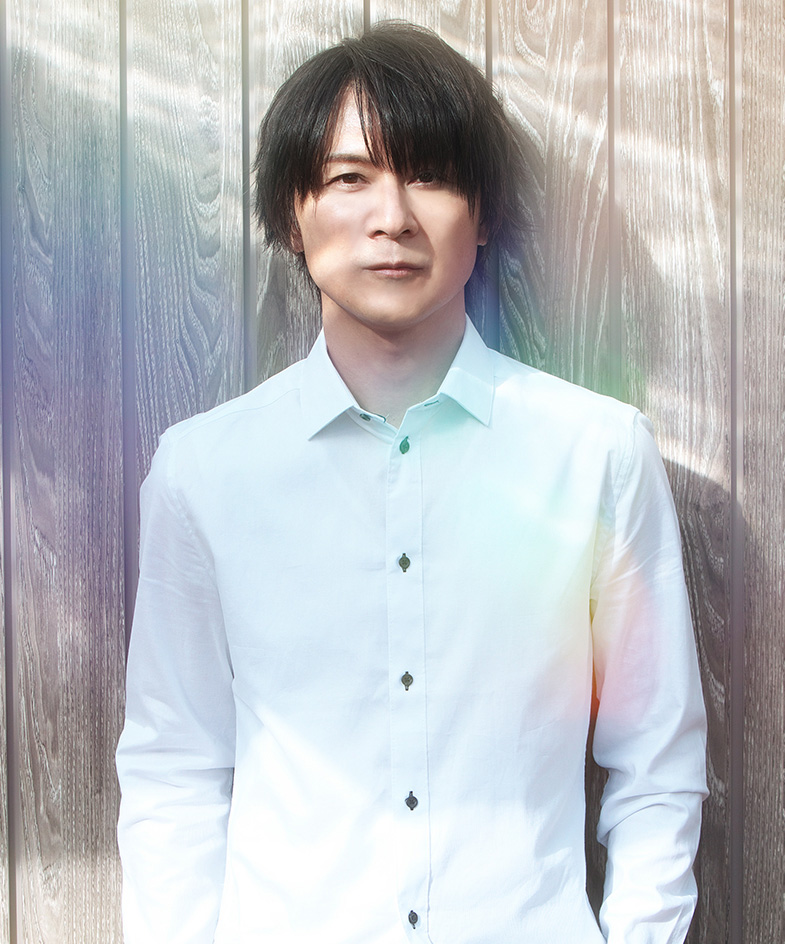
Yasunori Mitsuda komponierte das letzte Stück des Spiels.

Der Soundtrack von Xenoblade Chronicles besteht aus gut 90 Stücken, für deren Komposition sechs Computerspielkomponisten verantwortlich zeichneten. Die Musik- und Tonproduktion leitete das Musikstudio Dog Ear Records.
Den Großteil des Soundtracks komponierten Manami Kiyota sowie die dreiköpfige Musikgruppe ACE+, die alle durch Dog Ear Records an das Projekt vermittelt wurden. ACE+ besteht aus den Komponisten Hiroyo Yamanaka (Künstlername CHiCO), Tomori Kudo und Kenji Hiramatsu. Kyota und ACE+ waren hauptsächlich für Event- und Umgebungsmusik zuständig, ACE+ außerdem für Musik während Kampfszenen. Kyota sang für einige Stücke des Spiels.
Zu den bekannteren Namen bei den Komponisten zählt Yōko Shimomura, die beispielsweise durch ihre Arbeit an Kingdom Hearts bekannt ist. Sie und Takahashi kannten sich aus ihrer Zeit bei Square, arbeiteten aber bei Xenoblade erstmals zusammen. Sie war für das Main Theme, einige weitere Stücke zu Beginn des Spiels sowie die Musik während des Abspanns zuständig. Der letzte Komponist für Xenoblade war Yasunori Mitsuda, der zuvor unter anderem Takahashis Xenosaga-Reihe musikalisch untermalt hatte. Mitsuda stieß dem Projekt erst in den Endphasen zu. Takahashi wählte ihn als Komponisten für das Endstück, Beyound The Sky, da er Mitsudas Namen mit der Musik der Xeno-Spiele verbunden sah. Der Text von Beyound The Sky wurde von Takahashi verfasst. Die Aufnahmen mit der Sängerin Sarah Àlainn dauerten einen Monat an.
In Filmszenen von Xenoblade Chronicles dominieren orchestrale und chorale Klänge. Jedes Gebiet im Spiel hat sein eigenes musikalisches Thema als Hintergrundmusik. Viele Gebiete haben auf diesem Thema basierend zwei verschiedene Stücke für Tag- und Nachtzeit. Die Musik der Spielgebiete auf Bionis zeichnet sich eher durch Orchester- oder synthetischer Instrumentation aus, während Level auf Mechonis bevorzugt mit maschinenartigen Klänge hinterlegt sind. Der Großteil der Kampfmusik orientiert sich an Rock- oder Metalmusik. Einige Stücke wie beispielsweise Beyound The Sky sind hingegen Popmusik.
Am 23. Juni 2010 erschien der Soundtrack zu Xenoblade Chronicles in Japan als Xenoblade Original Soundtrack, produziert von Dog Ear Records. Die 91 Stücke teilen sich auf vier CDs mit einer Gesamtlaufzeit von fast fünf Stunden auf.

### Charaktere und Synchronisation
Die folgende Tabelle gibt eine Übersicht über die wichtigen Charaktere, welche Rolle sie im Spiel haben. Außerdem werden die jeweiligen japanischen beziehungsweise englischen Synchronsprecher genannt. Für Casting und Aufnahmen der englischen Synchronisation zeichnete das Londoner Audiostudio Side verantwortlich. Die Sprecher teils bewusst britischen Akzentes sprachen insgesamt 13.000 Zeilen für über 140 Charaktere ein. Zusätzlich zu den unten aufgelisteten Sprechern waren sieben englisch- und 17 japanischsprachige Synchronsprecher beteiligt, zuständig hauptsächlich für Nebencharaktere.
| Charakter          | japanischer Sprecher | englischer Sprecher  | Rolle                                                             |
| ------------------ | -------------------- | -------------------- | ----------------------------------------------------------------- |
| Shulk              | Shintaro Asanuma     | Adam Howden          | Homs aus Kolonie 9, Protagonist des Spiels                        |
| Fiora              | Eri Nakao            | Carina Reeves        | Dunbans Schwester und Shulks Freundin, Spielercharakter           |
| Dunban             | Ryo Horikawa         | Rufus Jones          | Vorheriger Führer des Monado, Spielercharakter                    |
| Reyn               | Eiji Miyashita       | Jay Taylor           | Shulks bester Freund und Truppensoldat, Spielercharakter          |
| Sharla             | Akeno Watanabe       | Kellie Bright        | Sanitäterin aus Kolonie 6, Spielercharakter                       |
| Riki               | Yuki Kaida           | Wayne Forester       | Nopon, auserwählter Held seines Volkes, Spielercharakter          |
| Melia Antiqua      | Shiori Katsuta       | Jenna-Louise Coleman | Kronprinzessin der Hochentia, Spielercharakter                    |
| Mumkhar            | Norio Wakamoto       | Timothy Watson       | Homs aus Kolonie 9                                                |
| Dickson            | Tsuyoshi Koyama      | Anthony May          | Homs und Kämpfer gegen Mechon                                     |
| Xord               | Tesshō Genda         | Jonathan Keeble      | Homs aus Kolonie 9                                                |
| Kallian            | Yukimasa Obi         | Rufus Wright         | Thronerbe der Hochentia, älterer Halbbruder von Melia             |
| Sorean Antiqua     | Joji Nakata          | Peter Dickson        | Kaiser der Hochentia, Vater von Melia und Kallian                 |
| Yumea              | Asako Sato           | Aoife McMahon        | Hochentia, erste Gemahlin Soreans, Mutter Kallians und Tyreas     |
| Lorithia           | Sayuri Yamauchi      | Rachel Atkins        | Forschungsministerin der Hochentia                                |
| Tyrea              | Michiko Neya         | Katie McGuinness     | Hochentia, Mitglied des Bionitenordens, Tochter von Yumea         |
| Egil               | Daisuke Kirii        | Peter Bramhill       | Machina, Großherrscher von Mechonis und Kriegsführer gegen Bionis |
| Vanea              | Yuki Kaida           | Harriet Carmichael   | Egils Schwester                                                   |
| Miqol              | Tadashi Miyazawa     | Richard Ridings      | Oberhaupt der Machina, Vater von Egil und Vanea                   |
| Linada             | Asako Sato           | Louiza Patikas       | Machina, Heilerin                                                 |
| Gadolt             | Kosuke Takeuchi      | Nicholas Boulton     | Homs aus Kolonie 6, Verlobter Sharlas                             |
| Otharon            | Goro Naya            | Lewis Macleod        | Homs aus Kolonie 6, kämpft gegen Mechon                           |
| Juju               | Kenichi Hatori       | Jordan Clarke        | Sharlas kleiner Bruder                                            |
| Vangarre           | Nobuhiko Kazama      | Alec Newman          | Truppenkomandant aus Kolonie 9                                    |
| Chief Dunga        | Yasunori Yamada      | David Peart          | Oberhaupt der Nopon                                               |
| Zanza              | Takashi Taniguchi    | Stephen Greif        | Gott, der dem Bionis innewohnt                                    |
| Zanza (wahre Form) | Shintaro Asanuma     | Adam Howden          |                                                                   |
| Meyneth            | Mio Umeda            | Jo Wyatt             | Göttin, die dem Mechonis innewohnt                                |
| Alvis              | Shizuma Hodoshima    | Blake Ritson         | Kaiserlicher Seher der Hochentia                                  |

### Ankündigungen
Im Interview mit der französischen Computerspielwebsite Gamekyo bestätigte Monolith Soft am 20. Oktober 2008 erstmals die Arbeiten an einem neuen RPG für die Wii.
Xenoblade Chronicles wurde auf der E3 2009 am 2. Juni enthüllt. Damals trug es den Namen Monado: Beginning of the World. Auf einer Investorenkonferenz Ende Juli 2009 war ein Veröffentlichungstermin noch völlig unklar. Später wurde bekannt, dass das Projekt von Monolith Soft entwickelt werde. Ende Januar 2010 tauchte das Spiel in einem Nintendo-Finanzbericht erstmals unter dem Titel Xenoblade auf. Dort hieß es außerdem, es werde im Frühjahr 2010 in Japan erscheinen. In einem Famitsu-Interview kurz darauf stellte Regisseur Takahashi klar, dass es sich nicht um ein neues Xenosaga-Spiel handele, wie von Journalisten anhand des Titels vermutet. Takahashi erläuterte erstmals Grundzüge der Handlung und beschrieb die Spielwelt als riesig, mit einer Gesamtspielzeit von etwa 50 bis 60 Stunden. Auch Details zum Kampfsystem wurden bekannt.
Am 1. April 2010 wurde die offizielle japanische Homepage zum Spiel eröffnet und kurz darauf der 10. Juni als Veröffentlichungstermin genannt.

## Veröffentlichung und Vertrieb

### Veröffentlichung, Lokalisierung und „Operation Rainfall“
Am 10. Juni 2010 brachte Nintendo Xenoblade in Japan als ゼノブレイド (Zenobureido) heraus. Am 31. März 2011 bestätigte Nintendo of Europe, das RPG unter dem Titel Xenoblade Chronicles noch später dieses Jahr auch in Europa zu veröffentlichen. Für die Europa-Veröffentlichung wurden die Spieltexte und Untertitel in Englisch, Französisch, Italienisch, Deutsch und Spanisch übersetzt. Außerdem wurde eine englische Sprachausgabe hinzugefügt. Ursprünglich sollte das Spiel in Europa am 2. September herauskommen, wurde aber auf den 19. August vorverschoben. Die Veröffentlichung führte Nintendo of Europe aus.
Für Nordamerika war zunächst keine Veröffentlichung von Xenoblade Chronicles geplant. In der Folge riefen Mitglieder der Nintendo-Community auf IGN die sogenannte Operation Rainfall ins Leben. Ziel der Initiative war, Nintendo dazu zu bringen, drei Wii-exklusive Japan-RPGs in den Vereinigten Staaten herauszubringen. Neben Xenoblade Chronicles gehörten dazu auch The Last Story und Pandora's Tower. In der Folge dieser Fan-Kampagne stieg Xenoblade auf Platz 1 der Spielevorbestellercharts beim Versandhaus Amazon.com. Nintendo nahm die Kampagne zur Kenntnis, antwortete jedoch, noch keine Pläne zur Veröffentlichung dieser drei Spiele zu hegen.
Da zu der Zeit keine Nordamerika-Veröffentlichung von Xenoblade geplant gewesen war, wurde das Spiel verstärkt illegal heruntergeladen. Nach Angaben von Torrent Freak luden das Spiel bis Ende 2011 knapp eine Million Personen per BitTorrent illegal herunter. Damit war es das am dritthäufigsten raubkopierte Wii-Spiel 2011.
Erst Anfang Dezember 2011 bestätigte Nintendo of America, dass Xenoblade Chronicles 2012 in Nordamerika erscheinen werde. Ein Dokument der Handelskette GameStop wies auf einen Termin Anfang April hin und ließ vermuten, dass das Spiel exklusiv bei dieser Kette erhältlich sein werde. Später äußerte Fils-Aime in einem Interview, dass die US-Veröffentlichung von Xenoblade davon abhing, wie gut sich der Titel in Europa verkaufte. Da das Spiel in Europa gut lief, habe man sich zur US-Veröffentlichung entschieden.
Im Lokalisierungsprozess für die europäischen und amerikanische Spielversionen wurden kleinere Programmierfehler beseitigt und leichte Änderungen an der Spielbalance vorgenommen.

### Editionen
In Australien und Neuseeland erschien Xenoblade Chronicles nicht nur in regulärer Edition, sondern auch in einer Limited Edition. Diese beinhaltet neben dem Spiel eine Soundtrack-CD mit zwölf Stücken aus dem Spiel.
In Europa war ebenfalls eine limitierte Edition von Xenoblade zu erstehen. Neben dem Spiel gehörte dazu ein roter Classic Controller Pro, außerdem drei Poster zum Spiel. Zeitlich begrenzt konnten Club-Nintendo-Mitglieder, die das Spiel auf der Homepage registriert hatten, den aus zwölf Stücken bestehenden Soundtrack herunterladen.
In Nordamerika erhielten Vorbesteller des Spiels von GameStop ein 20-seitiges Art Book zum Spiel.

### Verkaufszahlen
In Japan legte Xenoblade einen erfolgreichen Verkaufsstart hin. In der ersten Woche befand es sich mit etwa 83.000 verkauften Einheiten auf Platz 1 der Japan-Spieleverkaufscharts und verdrängte Super Mario Galaxy 2 vom ersten Platz. Bis Ende 2010 stiegen die Japan-Verkaufszahlen auf gut 161.000 abgesetzte Einheiten an. Es war das achtbestverkaufte Wii-Spiel 2010 in Japan.
Im Vereinigten Königreich debütierte Xenoblade mit dem siebten Platz der wöchentlichen Verkaufscharts. Die Nachfrage in Europa fiel höher aus, als von Nintendo erwartet, weshalb es zu Lieferengpässen kam.
Im April 2012 erschien Xenoblade auch in den USA, ist dort aber ausschließlich über die Handelskette GameStop und Nintendos Homepage zu erstehen. Das Unternehmen Piper Jaffray schätzte, dass es das drittmeistverkaufte Spiel des Monats war. Das Marktforschungsunternehmen NPD Group schloss Xenoblade wegen der GameStop-Exklusivität von seinen Schätzungen aus.
Offizielle weltweite Gesamtverkaufszahlen zu Xenoblade liegen nicht vor, die Website VGChartz geht aber von 0,89 Millionen Verkäufen weltweit bis Februar 2015 aus. Fast die Hälfte, 0,42 Millionen Einheiten wurden in Amerika verkauft, 250.000 Exemplare gingen laut der Seite in Europa über die Theken und in Japan bis dato 0,16 Millionen Stück.

## Rezeption
Weltweite Computerspielmagazine und -Portale äußerten sich überwiegend positiv über Xenoblade Chronicles. Darüber hinaus wurde das Spiel auch in einigen Nicht-Spielemedien rezipiert, beispielsweise von Der Spiegel, 20 Minuten, Fuldaer Zeitung oder The Guardian.

### Allgemeine Kritik
Keza MacDonald vom Onlineportal IGN hält die Umgebungs- und Gegnergestaltung in Xenoblade Chronicles für äußerst kreativ. Weiter äußerte IGN, das Spiel habe eine tiefgründige und lange Handlung. Wie die Publikation schrieb, verbinde das innovative Kampfsystem Echtzeit- und Kommando-orientierte Konzepte und sei ermunternd als auch taktisch angehaucht. Besonders die Fähigkeit, Einblicke in die Zukunft zu erhalten, zeichne das Kampfsystem aus. Die gewaltigen Umgebungen und die riesigen Silhouetten der Titanen beschrieb der Redakteur als „atemberaubend“, dennoch werde das Spiel durch die Wii-Konsole, eingeschränkt. Dies zeigte sich besonders daran, dass viele Texturen verschwommen seien. Die mit authentischen Akzenten angereicherte englische Lokalisierung werde, so MacDonald, durch eine mangelhafte Lippensynchronität getrübt. Insgesamt seien die Charaktere gut gestaltet und hätten einen glaubhaften Charakter.
Die Rezensentin des Gamerblogs Joystiq, Heidi Kemps, hob in ihrer Spielkritik zu Xenoblade Chronicles unter anderem die große Spielwelt hervor. Kritik äußerte Kemps mit Blick auf die Technik des Spiels: Die „großartige“ künstlerische Richtung des Spiels werde durch hardwarebedingte verschwommene Texturen und schlechte Modelle in Grenzen gehalten.
Das weltweit auflagenstärkste Computerspielmagazin Game Informer äußerte in einer Kritik zu Xenoblade, dass die Charaktere enttäuschend archetypisch seien. Die Spieltexte sowie die Sprachausgabe wiederum hält Rezensent Phil Kollar für gelungen. Das Spiel biete viel Inhalt; so könne der Spieler viel Zeit damit verbringen, die Stärken der Spielfiguren zu optimieren. Herausragend bezüglich des Kampfsystems sei die Visionen-Funktion, die besonders in Bosskämpfen eindrucksvoll eingebracht werde. Ferner sei Xenoblade dank Schnellreise, Einstellen der Uhrzeit oder überall verfügbarer Speicherfunktion sehr benutzerfreundlich.
Die deutschsprachige Nintendo-Monatszeitschrift N-Zone lobte Xenoblade Chronicles für die für Wii-Verhältnisse schöne Grafik, bemerkte aber, dass viele Texturen verschwommen und die Figuren pixelig aussähen. Neben Grafik lobte Redakteurin Henrike Ledig auch den Sound: Die Sprachausgabe sei durch den Akzent einiger Charaktere sehr glaubwürdig. Die Musik beschrieb die Zeitschrift als „phänomenal“, „ganze Orchester sind im Hintergrund zu hören“. Kritik übte die N-Zone wegen der umständlichen Kamera-Steuerung, das hohe Spieltempo erwähnte die Zeitschrift als gewöhnungsbedürftig. Die Handlung sei „außergewöhnlich“, aber auch sehr komplex. Über das Kampfsystem fällte die N-Zone ein gemischtes Urteil: So sei es zwar abwechslungsreich, offenbare aber auch Schwächen, durch die es den Schwierigkeitsgrad des Spieles steigere und für Frust sorge. Weiter positiv hob Ledig die „extrem“ hohe Spielzeit, die große Spielwelt und die umfangreichen Nebenquests und große Anzahl an Gegenständen hervor.

### Wertungsspiegel
Die Websites Metacritic und GameRankings berechnen anhand einer Vielzahl internationaler Wertungen den weltweiten Wertungsdurchschnitt von Computerspielen. Xenoblade Chronicles hat bei Metacritic ausgehend von 59 kritischen Spielbegutachtungen eine Durchschnittswertung von 92/100. GameRanking hat auf Grundlage von 41 Wertungen einen Durchschnitt von 91,74 % errechnet.
| Zeitschrift/Website        | Wertung | Datum           | Bemerkung                                                                |
| -------------------------- | ------- | --------------- | ------------------------------------------------------------------------ |
| Computer Bild Spiele       | 1,82    | 19. August 2011 | Wertung ist eine Dezimalzahl zwischen 1 und 6                            |
| Edge                       | 9/10    | 18. August 2011 |                                                                          |
| EGMNow                     | 6,5/10  | 6. April 2012   | Negativster von Metacritic erfasster Test                                |
| Eurogamer                  | 9/10    | 16. August 2011 |                                                                          |
| Famitsu                    | 36/40   | 22/2010         | Setzt sich aus Einzelwertungen vierer Redakteure zusammen, hier: 9/9/9/9 |
| Game Informer              | 9,50/10 | 29. März 2012   |                                                                          |
| GamePro                    | 87 %    | 12. August 2011 |                                                                          |
| GameSpot                   | 9/10    | 19. August 2011 |                                                                          |
| IGN                        | 9,0/10  | 3. April 2012   |                                                                          |
| Joystiq                    | 5/5     | 6. April 2012   |                                                                          |
| Nintendo-Online.de         | 10/10   | 18. August 2011 |                                                                          |
| Nintendo Power             | 9/10    | 28. März 2012   |                                                                          |
| N-Zone                     | 85 %    | 17. August 2011 |                                                                          |
| Official Nintendo Magazine | 92 %    | 15. August 2011 |                                                                          |

### Auszeichnungen
Die Computerspielwebsite GameSpot zeichnete Xenoblade Chronicles bei ihren Auszeichnungen der besten Spiele 2011 als bestes Wii-Spiel des Jahres aus, nominiert war es außerdem als bestes Rollenspiel und bestes Spiel des Jahres. The Daily Telegraph, eine britische Tageszeitung, nominierte das Spiel für die Spiel-des-Jahres-Auszeichnung 2011. In einer retrospektivischen Auflistung von IGN der 25 besten Wii-Spiele aller Zeiten erhielt Xenoblade Chronicles den elften Platz.
Leser der japanischen Computerspielzeitschrift Famitsu wählten Xenoblade auf Platz 6 ihrer 50 besten Nintendo-Spiele aller Zeiten. Bei den Japan Game Awards erhielt Xenoblade einen Award For Excellence. Ferner führte die Entwicklerwebsite Gamasutra das Studio Monolith Soft auf ihrer Liste der 30 besten Entwicklerstudios 2011 auf, für die Verdienste des Studios mit Xenoblade für das JRPG-Genre.
Das Time Magazine zeichnete Xenoblade als zweitbestes Videospiel 2012 aus. Bei den Spiel-des-Jahres-Auszeichnungen von IGN gewann Xenoblade als Wii-/Wii-U-Spiel mit bester Handlung sowie bestes Spiel für Wii oder Wii U. Außerdem war es plattformübergreifend nominiert als bestes RPG, als Spiel mit der besten Handlung sowie bestes Spiel des Jahres.

### Interpretation
Heidi Kemps von Joystiq schrieb, dass Xenoblade die großen Makel der vorherigen Xeno-Spiele nicht mehr aufweise. Ihrer Meinung nach hätten Xenogears und Xenosaga die größten Fehler des JRPG-Genres prominent aufgezeigt, was bei Xenoblade wider ihrer Erwartung aber nicht mehr der Fall sei. Weiter äußert Joystiq, die frei einstellbare Uhrzeit im Spiel sowie die damit verbundenen Änderungen erzeugten das Gefühl einer lebendigen Spielwelt. Dies werde verstärkt durch die großen Landschaften, die Kämpfe, die in dieser Oberwelt stattfinden, sowie die Dorfbewohner, die jeweils ihren individuellen Tagesablauf haben.
Auch die britische Edge verglich Xenoblade mit seinem „geistigen Großvater“ Xenogears und erkannte ein für Regisseur Takahashi typisches Anfangsszenario. In beiden Spielen wird die Spielwelt, mit der der Spieler gerade erst vertraut gemacht wurde, durch einen Angriff zerstört. In Xenoblade sei diese narrative Technik so gut eingesetzt, dass sie die Aufmerksamkeit des Spielers errege und ihn für ein über 60 Stunden andauerndes Abenteuer motiviere.
IGN bezeichnete Xenoblade in diesem Zusammenhang als nicht-lineares Spiel mit einer riesigen Welt, die besonders durch die optionalen Nebenquests ausgenützt werde.
Game Informer zufolge repräsentiert die Veröffentlichungsgeschichte von Xenoblade den Stand des JRPG-Genres in Nordamerika. Obwohl es auf der in Amerika stattfindenden E3 präsentiert und in Europa und Japan mit Bestnoten gelobt wurde, wäre es in Nordamerika beinahe nie erschienen.

### Bedeutung für das JRPG-Genre
Xenoblade wurde besonders im Kontext des Genres des japanischen Rollenspiels gelobt.
IGN lobte Xenoblade als das innovativste Japano-RPG der letzten Jahre. Das Spiel behalte zwar viele Traditionen dieses Subgenres bei, verzichte dabei aber auf kontraproduktive Elemente. Zwar weise Xenoblade zahlreiche verbreitete Klischees des Genres auf. Beispielsweise sei die Handlung teils sehr emotional, nicht aber „schwulstig“ oder „deprimierend linear“ wie bei vielen anderen JRPGs. Xenoblade beweise damit, dass das schwächelnde Japano-RPG-Genre noch Potenzial innehabe.

“Yes, in Xenoblade Chronicles, you play an orphaned young hero who, for reasons unexplained, is the only one capable of saving the world from a mysterious evil. Yes, there is an ultimate weapon with untold power. Yes, you wander a giant world in a party of three, following a story punctuated by enough cutscene to make the Godfather Trilogy look comparatively brisk. But this is also one of the freshest and most innovative Japanese RPGs of the past decade. It feels more modern than anything else in its genre.”

„Ja, in Xenoblade Chronicles spielt man einen jungen verwaisten Helden, der aus irgendwelchen unerklärlichen Gründen der einzige ist, der die Welt vor rätselhaftem Unheil bewahren kann. Ja, es gibt eine ultimative Waffe mit unermesslicher Kraft. Ja, man durchwandert eine riesige Welt in einer Gruppe zu dritt und verfolgt dabei eine Geschichte, die durch genug Zwischensequenzen unterbrochen wird, dass die Der-Pate-Trilogie im Vergleich lebhaft wirkt. Aber dies[es Spiel] ist auch eines der frischesten und innovativsten japanischen Rollenspiele der letzten Dekade.“

Die britische Videospielpublikation Edge hob Monolith Softs Bemühungen hervor, mit Xenoblade das JRPG-Genre zu überdenken. In der letzten Dekade habe kein Spiel des Genres derart versucht, von vergangenen Fehlern zu lernen und andere bewährte Konzepte zu übernehmen. So finde sich in Xenoblade die Queststruktur aus World of Warcraft, ein Kampfsystem wie in Final Fantasy XII und Charakterindividualisierung aus Dragon Quest IX. Zusammen mit eigenen Ideen fühle sich Xenoblade aber nicht wie ein bloßes Tribut, sondern wie etwas Selbständiges an.

“It’s a potent return to form for Takahashi, then, a glowing comeback for the Japanese RPG, and an injection of creativity for some tired hardware. Xenoblade Chronicles manages to impress, enrich and, best of all, inspire wonder.”

„Es [Xenoblade] ist eine mächtige Rückkehr für Takahashi, ein feuriges Comeback des japanischen Rollenspiels, und injiziert einer müden Hardware Kreativität. Xenoblade Chronicles gelingt es zu begeistern, zu bereichern, und am allerbesten, Staunen zu inspirieren.“

In einer Kolumne bei Joystiq sieht Kat Bailey Xenoblade als eine Kombination aus Monster Hunter und dem MMORPG-Konzept, die in einem traditionellen Einspieler-RPG untergebracht sei. Durch ein Kampfsystem, das in vielen Punkten MMORPGs ähnelt, andererseits dem Spieler aber mehr direkte Kontrolle über das Geschehen gewährt, stelle das Spiel einen Übergang zwischen alten JRPGs und Online-Rollenspielen dar. Monolith Soft sei es gelungen, schrieb Bailey, vergangene und aktuelle JRPG-Konzepte zu vermengen und an die Weltöffentlichkeit zu bringen. Auch wenn Xenoblade kommerziell eher schwach ausfiel, habe es weltweit sehr positive Kritiken bekommen, weshalb Xenoblade für namhafte japanische Entwickler als Beispiel eines japanischen Rollenspiel von Bedeutung sein dürfte.
Auch Heidi Kemps von Joystiq hält Xenoblade Chronicles für einen Meilenstein im JRPG-Genre. Ein Detail, das das Spiel von vielen anderen Genre-Vertreter abhebe, sei, dass der Spieler nach Erledigung einer Nebenquest nicht zum Auftraggeber zurückgehen muss, damit die Aufgabe tatsächlich als absolviert gilt. Kampfsystem-Elemente wie Auto-Angriffe und die Aufladezeit der Spezialangriffe seien von westlichen RPGs oder MMORPGs inspiriert.

### Bedeutung für Monolith Soft bzw. Reflexion durch Regisseur Takahashi
2004 äußerte Tetsuya Takahashi, nach Xenosaga etwas Neues zu machen, das für eine jüngere Zielgruppe geeignet sei. Mit der Handlung von Xenoblade orientierte er sich an klassischen Stilmitteln von an Jungen gerichteten Mangas. Tatsächlich wurde die Handlung von Xenoblade erst festgesetzt, nachdem das Spielprinzip stand. Zu dieser Zeit beschritt Monolith Soft nämlich neue Wege, indem man im Gegensatz zu früheren Werken versuchte, die Handlung auf das Spielprinzip aufzubauen und nicht umgekehrt. Mit dem parallel zu Xenoblade entwickelten DS-Titel Soma Bringer verfolgte das Studio diese neuartige Philosophie ebenfalls.
Anfang 2010 äußerte Takahashi bereits gegenüber der Famitsu, dass das JRPG sich nicht mehr ausschließlich auf Handlung und Zwischensequenzen konzentrieren sollte:

“Most of the RPGs we've created had their main focus on story and cutscenes, but I think that approach has reached a dead end. This project [Monado] got its start because we wanted to return to basics -- we just wanted to create a fun adventure.”

„Die meisten RPGs, die wir erschufen, hatten ihren Hauptfokus auf Handlung und Zwischensequenzen, aber ich denke, dieser Ansatz hat eine Sackgasse erreicht. Dieses Projekt [Monado/Xenoblade] fand seinen Ursprung, weil wir zum Wesentlichen zurückkehren wollten – wir wollten einfach ein spaßiges Abenteuer erschaffen.“

In einem 2012 von Nintendo Power geführten Interview reflektierte Takahashi sein Projekt Xenoblade. Dabei äußerte er sich negativ, enttäuscht: Xenoblade entspreche gerade einmal zu fünf Prozent seinem Ideal eines perfekten Spiels. Weiter äußerte er: „Um ehrlich zu sein, manchmal denke ich, als Autor seit der Xenogears-Ära verkümmert zu sein. […] Ich erwische mich oft dabei zu denken: 'Irgendwann würde ich mich gerne von diesen Arten der Beschränkungen befreien und schreiben, was auch immer ich wirklich schreiben möchte. […] Ich konnte nicht herausbekommen, warum sie [die Fans] sich so sehr um ein Spiel wie Xenoblade Chronicles kümmern, wenn so viele überlegene RPGs im Westen zur Auswahl stehen.“ Takahashi freue sich zwar über die positive Resonanz zum Spiel. Es sei aber nicht Ziel von Monolith Soft gewesen, ein Magnum Opus abzuliefern. Stattdessen habe man Xenoblade viel mehr als Experiment verstanden.

## Nachfolger

### Xenoblade Chronicles 3D
Im August 2014 kündigte Nintendo neben dem New Nintendo 3DS und dem New Nintendo 3DS XL das Spiel Xenoblade Chronicles 3D an. Es handele sich um eine Neuauflage des Spiels, die exklusiv für die neuen 3DS-Modelle erscheinen solle und nicht mit den alten 3DS-Geräten kompatibel sein. Dies wurde damit begründet, dass das Spiel die erhöhte CPU-Leistung der neuen Modelle beansprucht. Von Monster Games entwickelt, kam die Neuauflage weltweit im April 2015 auf den Markt. Sie erweitert das Originalspiel um Unterstützung des autostereoskopischen 3D-Effekt des 3DS, der StreetPass-Funktionalität sowie des Shulk-Amiibo.

### Xenoblade Chronicles X
Anfang 2013 stellte Nintendo einen ersten Trailer zum Nachfolger von Xenoblade Chronicles vor. Das Spiel wurde für die Wii U angekündigt und erhielt auf der E3 2014 den Titel Xenoblade Chronicles X. Am 29. April 2015 erschien das Spiel in Japan. In Europa und den USA erschien das Spiel am 4. Dezember 2015.

### Xenoblade Chronicles 2
Im Januar 2017 kündigte Nintendo das Spiel Xenoblade Chronicles 2 als Teil der detaillierten Enthüllung der Nintendo Switch an.
Das Spiel wurde von Monolith Soft entwickelt und kam weltweit am 1. Dezember 2017 für die Nintendo Switch auf den Markt.

### Xenoblade Chronicles: Definitive Edition
Im September 2019 kündigte Nintendo das Spiel Xenoblade Chronicles: Definitive Edition an. Es handelt sich um ein Remaster des Spiels, das am 29. Mai 2020 exklusiv für die Nintendo Switch veröffentlicht wurde. Die Definitive Edition beinhaltet den Zusatzinhalt „Die verbundene Zukunft“, einen Epilog zum Spiel, der inhaltlich ein Jahr nach diesem ansetzt und erneut Shulk in den Mittelpunkt der Handlung stellt.

### Xenoblade Chronicles 3
Xenoblade Chronicles 3 erschien im Juli 2022.